# 코치 홀딩
코치 홀딩(Koç Holding)은 튀르키예 최대의 산업 복합기업이며 2016년 기준으로 포춘 글로벌 500에 등재된 튀르키예의 유일한 기업이다. 본사는 이스탄불에 위치하며 튀르키예의 가장 부유한 가계 중 하나인 코치가(家)에 의해 운영되고 있다.
이 기업은 1963년 설립되었다.